# گلستو خانم
گلستو خانم (ترکی عثمانی: کلستو خانم - ترکی استانبولی: Gülüstü Hanım؛ حدود ۱۸۳۱ – حدود ۱۸۶۵ (۳۳−۳۴ سال)) همسر عبدالمجید یکم سلطان امپراتوری عثمانی بود. او مادر محمد ششم آخرین سلطان عثمانی بود.
گلستو خانم آخرین والده سلطان عثمانی است.